# 因巴布拉火山

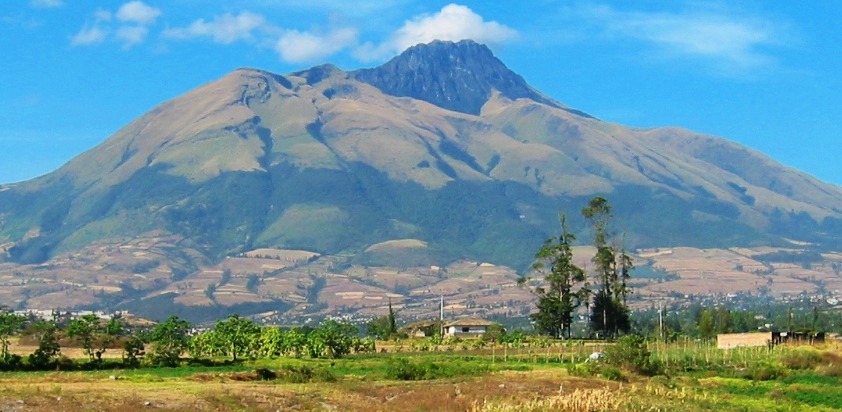

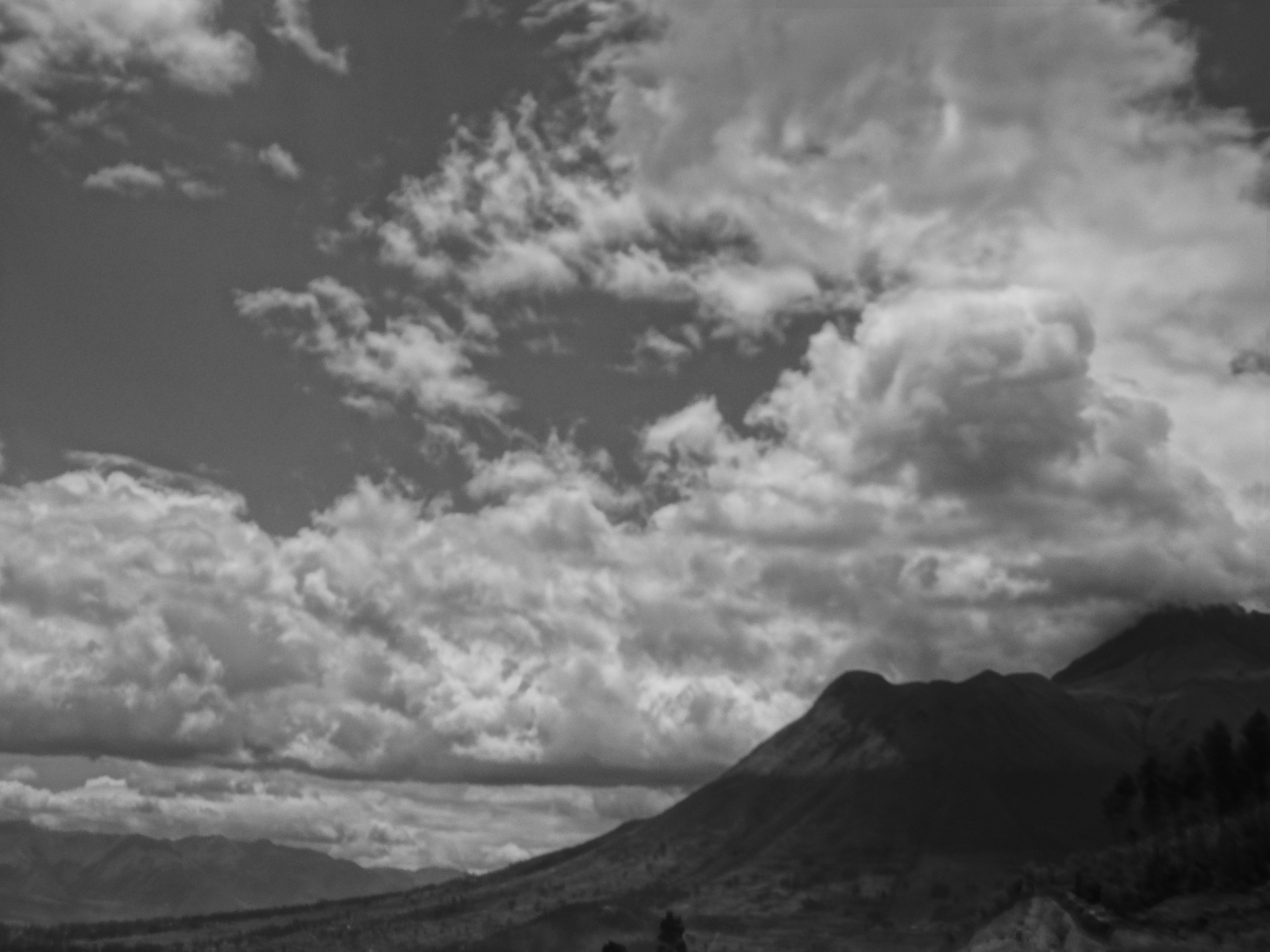

奄巴布拉火山（Volcán Imbabura，克丘亚语：Impapura或Tayta Impapura）位於厄瓜多爾北部，距伊瓦拉10公里，屬安第斯山脈一部分，海拔4,630米，最近一次爆發在更新世晚期。

## 文化重要性
作为当地主要地理特征，奄巴布拉对当地文化意义重大。当地文化与土地有精神关系，认為奄巴布拉是当地的神圣保护者，有时把山擬人化做泰他奄巴布拉（Taita Imbabura）或爸爸奄巴布拉（Papa Imbabura）（克丘亚语「Taita」意为爸爸）。
奄巴布拉最后一次喷发的一塊巨石落在附近的Peguche，受前印加人民尊崇为最高神Achilly Pachacamac。传说莫漢達和奄巴布拉分别向山谷投石，但被認为是好色之徒的奄巴布拉被他的风情迷惑，他的石头不见了，这石刻成脸的形状。
传说奄巴布拉与莫漢達战斗以赢得歌他卡矢芳心，成为他妻子，歌他卡矢早上白雪皑皑是因为夜里与奄巴布拉一起。基於这些传说，附近的小山，尤其是歌他卡矢以北的Yanahurca或娃娃奄巴布拉（Wawa Imbabura），都称为他们的后代。
传说奥塔瓦洛及周边地区下雨代表奄巴布拉正在山谷中「撒尿」。
在西坡，有个土地松散的区域好像心形，深受居民喜爱，称之为「山之心」，并出现在当地描绘火山的艺術中。当地据说附了魔，因为没人或动物能够在当地攀登或行走。

## 外部連結
- Global Volcanism Program（页面存档备份，存于）